# Sciapus elegans
Sciapus elegans är en tvåvingeart som först beskrevs av Walker 1852.  Sciapus elegans ingår i släktet Sciapus och familjen styltflugor. Inga underarter finns listade i Catalogue of Life.